# Бенедиківці
Бене́диківці — село в Україні, у Закарпатській області, Мукачівському районі.

## Герб
У лазуровому щиті з зеленою базою рука в срібному одязі ліворуч, що тримає срібний гриб, і супроводжується в правому верхньому кутку золотим усміхненим сонцем з шістнадцятьма такими ж променями, прямими і полум'яним у поперемінно, в лівому верхньому кутку срібним півмісяцем із людським обличчям, а знизу - золотим кошиком.

## Історія
Назва села походить від угорського особового імені Бенедек (Венедикт, Бенедикт).
Невідомою залишається досі тільки історія назви села Бенедиківці, хоча старожили подейкують, що його заснував такий собі прибулець із невідомих країв Бенедик.
Через село тече річка Полуй.
Вперше згадується у 1340 році, засновано трьома синами Олодара Бенедика з Варди

## Храми
Храм св. арх. Михайла. 1859.
У XVII ст. в селі була своя парохія і дерев'яна церква, яка стояла ще в 1788 р. У 1751 р. згадують добру дерев'яну церкву без образів, з двома дзвонами. На початку XX ст. Бенедиківці з населенням 450 осіб греко-католицького віросповідання були філією Руського.
Теперішня церква — типова мурована споруда. У 1906 р. церкву розмалював художник Бейла Гавриїл Мігалі за 3000 корон, після чого 11 листопада її посвятили. Малювання в 1940—1941 роках здійснив уже згаданий В. Буреш, а настінна композиція в вівтарі містить підпис «Gogola 1941» — , скоріш за все це має бути розписом художника Ференца Гоголи з села Білки. Іконостас вирізьбив І. Павлишинець.
У 1938 р. в церкві збудовано хори за планом Андрія Васька, кошторис якого становив 12 200 корон. Дзвони встановили на металевій конструкції. Найдавніший дзвін відлив Ференц Вальзер у Будапешті в 1879 р. Біля церкви — два майстерно різьблені дерев'яні хрести. На могилах збереглося кілька дерев'яних профільованих хрестів.

## Присілки
Балажвагаш
Балажвагаш - колишнє село в Україні, в Закарпатській області.
Обєднане з селом Бенедиківці
Згадки: 1481: Balaswagasa, 1530: Balaſwagaſſa, 1542: Balaſuaghaſsa, 1546: Balaſvagaſa, 1552: Balaſwagaſa, 1557: Balaswagasa, 1647: Balázsvágás.

## Туристичні місця
- Храм св. арх. Михайла. 1859.
- потік Полуй

## Населення
За переписом населення України 2001 року в селі мешкали 722 особи.

### Мова
Розподіл населення за рідною мовою за даними перепису 2001 року:
| Мова       | Відсоток |
| ---------- | -------- |
| українська | 97,93 %  |
| угорська   | 1,10 %   |
| російська  | 0,97 %   |